# Amara Okereke
Amara Okereke (North Tyneside, 27 novembre 1996) è un'attrice teatrale britannica, nota soprattutto come interprete di musical nel West End londinese.

## Biografia
Amara Okereke è nata a North Tyneside e cresciuta a Leeds, dove si è avvicinata al teatro e ha cominciato a recitare con il National Music Youth Theatre. Nel 2012 ha esordito sulle scene londinesi in occasione della prima britannica del musical 13 diretto da Jason Robert Brown all'Apollo Theatre.
Dopo aver studiato presso l'Arts Educational School di Londra, nel 2018 è tornata a recitare nel West End londinese, interpretando Cosette ne Les Misérables; nel 2020 avrebbe interpretato nuovamente la parte nella versione semiscenica allestita al Gielgud Theatre. Nel 2019 ha recitato nel ruolo principale di Laurie nel musical Oklahoma! in scena a Chichester; nello stesso anno è tornata sulle scene londinesi per interpretare la protagonista Polly nel musical The Boy Friend alla Menier Chocolate Factory.
In seguito alla riapertura dei teatri dopo la chiusura causata dalla pandemia di COVID-19, nel 2021 Okereke ha interpretato la protagonista Wendla nel musical Spring Awakening in scena all'Almeida Theatre. L'anno successivo è ritornata sulle scene del West End per interpretare la protagonista Eliza Doolittle in un nuovo allestimento di My Fair Lady in scena al London Coliseum con Vanessa Redgrave.

## Teatro
- 13, libretto di Dan Elish e Robert Horn, colonna sonora e regia di Jason Robert Brown. Apollo Theatre di Londra (2012)
- Les Misérables, libretto di Herbert Kretzmer e Alain Boublil, colonna sonora di Claude-Michel Schönberg, regia di Trevor Nunn. Queen's Theatre di Londra (2018)
- Oklahoma!, libretto di Richard Rodgers, colonna sonora di Oscar Hammerstein II, regia di Jeremy Sans. Chichester Festival Theater di Chichester (2019)
- The Boy Friend, libretto e colonna sonora di Sandy Wilson, regia di Matthew White. Menier Chocolate Factory di Londra (2019)
- Les Misérables, libretto di Herbert Kretzmer e Alain Boublil, colonna sonora di Claude-Michel Schönberg, regia di Laurence Connor. Gielgud Theatre di Londra (2020)
- Spring Awakening, libretto di Steven Sater, colonna sonora di Duncan Sheik, regia di Rupert Goold. Almeida Theatre di Londra (2021)
- My Fair Lady, libretto di Alan Jay Lerner, colonna sonora di Frederick Loewe, regia di Bartlett Sher. London Coliseum di Londra (2022)

## Filmografia

### Cinema
- In the Lost Lands, regia di Paul W. S. Anderson (2025)

### Televisione
- Red Rose - serie TV, 2 episodi (2022)